# Yumeki Yokoyama
Yumeki Yokoyama (japanisch 横山 夢樹 Yokoyama, Yumeki; * 23. September 2005 in der Präfektur Tokio) ist ein japanischer Fußballspieler.

## Karriere
Yumeki Yokoyama erlernte das Fußballspielen in der Jugendmannschaft des FC Tucano sowie in der Schulmannschaft der Teikyo High School. Seinen ersten Vertrag unterschrieb er am 1. Februar 2024 beim FC Imabari. Der Verein aus Imabari spielte in der dritten Liga, der J3 League. In seiner ersten Profisaison bestritt er 29 Ligaspiele. Hierbei erzielte er sechs Tore. Am Ende der Saison 2024 wurde er mit Imabari Vizemeister der dritten Liga und stieg somit in die zweite Liga auf. 

## Erfolge
FC Imabari
- Japanischer Drittligavizemeister: 2024  ▲

## Sonstiges
Yumeki Yokoyama ist der Bruder von Ayumu Yokoyama.